# Захват Бахрейна
Захват Бахрейна шахом Аббасом I — имеется в виду захват Бахрейна Аббасом I. Битва произошла в 1602 году.

## Битва

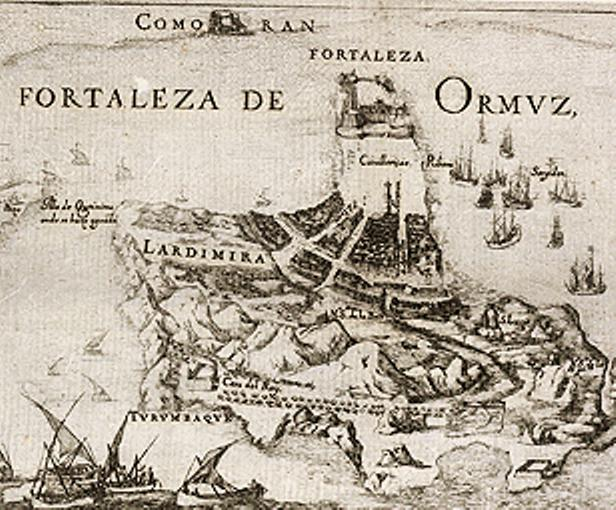
остров Ормуз, 1622 год

В XVI веке португальцы основали базы в Персидском заливе. Поэтому с 1507 года отношения между империей Сефевидов и Португалией были напряженными. Одним из основных направлений внешней политики Аббаса было изгнание Португалии из Иранского залива. Одним из первых шагов в этом направлении стал захват Бахрейна. Бахрейн — группа островов на западном берегу залива Басра. Самый крупный из этих островов называется Бахрейн. Одной из главных целей шаха Аббаса на фоне войны с узбеками был район Персидского залива, где империя Сефевидов до сих пор проявляла мало активности. Решив исправить это, Аббас присоединил Лар, вассальную юрисдикцию в регионе, в 1601 году, а его последний судья, Ибрагим-хан, участвовал в Балхском походе против узбеков в составе армии фарсского судьи Аллахверди-хана и погиб во время кампании. Завоевание Лара дало правительству Сефевидов контроль над основным наземным торговым путем от Ормузского залива до внутренних районов империи.
В 1602 году правитель Бахрейна Рукунеддин Масуд обратился за помощью к Аллахверди-хану, правителю провинции Фарс империи Сефевидов, опасаясь Фирузшаха, правителя Ормуза, находившегося под покровительством португальцев. Хотя остров принадлежал королевству Ормуз, король правил им как марионетка Португалии. После того, как поступило предложение, Аллахверди-хан взял Бахрейн по собственной инициативе, не информируя Аббаса, но он правильно предсказал, что Аббас согласится на это. Но это вторжение вызвало удивление, потому что оно совпало со временем, когда Аббас пытался создать союз Португалии и Испании против Османской империи. Аббас считал этот регион своей законной территорией и был возмущен тем, что большие торговые налоги из этого региона шли португальцам. Это возмущение усилилось после сообщений о грубом обращении португальцев с сефевидскими купцами. Аббас, который начал получать большие доходы от торгового пути из Ормуза и соседнего не имеющего выхода к морю Гембрунна, усилил свое давление на португальцев.
После этого португальцы и силы губернатора Ормуза предприняли морскую атаку на Бахрейн. Империя Сефевидов ответила осадой Гембру и закрытием караванных путей.